# Távoli Szivárvány
A Távoli Szivárvány (oroszul: Далёкая радуга) Arkagyij és Borisz Sztrugackij tudományos-fantasztikus kisregénye, a Delelő Univerzum 3. része. Magyarországon a Galaktika Fantasztikus Könyvek sorozatban jelent meg 2010-ben. A kötet másik – címadó – kisregénye a Menekülési kísérlet.

## Előzmények
Borisz Sztrugackij szerint 1962 augusztusában Moszkvában került sor a science fiction műfajában dolgozó írók és kritikusok első találkozójára. Bemutatták Stanley Kramer Az utolsó part című filmjét, amely az emberiség utolsó napjairól szól, egy nukleáris katasztrófa után haldokló világot mutat be. Ez a vetítés nagyon megdöbbentette a Sztrugackij-testvéreket. Borisz felidézi, hogyan szeretett volna akkor minden katonaembert, akivel ezredesi és annál magasabb ranggal találkozott, „Hagyjátok abba …, az anyátokat, azonnal hagyjátok abba!” felkiáltással arcul ütni.
Szinte azonnal a megtekintés után Sztrugackijék egy kortárs anyagon alapuló katasztrófaregény ötletével álltak elő, Az utolsó part szovjet változatával, ennek a munkacíme: a „Vadkacsák szállnak” (egy dal, aminek a regény vezérmotívumává kellett volna válnia) lett.
Az első tervezetet 1962 novemberében kezdték el, és decemberben már be is fejezték. Az írók ezt követően még sokáig dolgoztak a művön, átdolgozták, átírták, rövidítették, újraírták. Ez a munka több mint fél évig tartott, mire a történet elnyerte a mai olvasó számára ismert végleges formáját.

## Történet
|  | Alább a cselekmény részletei következnek! |

A regény 2156-ban játszódik. A Szivárvány bolygót a tudósok évek óta használják kísérletek elvégzésére, beleértve a teleportációt is. Minden teleportációs kísérlet után egy úgynevezett „Hullám” jön létre a bolygón: két energiafal, amely a földtől az égig ér, a bolygó pólusától az egyenlítőig haladva, elégetve az útjukba kerülő összes szerves anyagot. Egészen a közelmúltig a hullámot rendszeresen meg lehetett állítani energiaelnyelőkkel. A következő teleportációs kísérlet eredményeként fellépő hullám azonban erősebb, mint bármelyik korábban előforduló, és nem lehet megállítani. Néhány órán belül elkerülhetetlenül elpusztítja az összes életet a bolygón.
Megkezdődik a tudósok, családtagjaik és a turisták evakuálása. A szállítási kapacitás azonban csak a lakosság töredékének elegendő, és sok tudós és művész ragaszkodik munkája vagy kutatásai eredményeinek megmentéséhez. Míg egyesek feladják és beletörődnek sorsukba, mások reménykednek a megmenekülésben. Kétségbeesetten szeretnék, hogy szeretteik biztonságban legyenek, még akkor is, ha maguk nem tudnak velük menni. Az idealista tudósok közül sokan még a saját helyüket is feladják az egyetlen űrhajóban, csak azért, hogy befejezhessék a munkájukat. Végül még az űrhajó kapitánya, Leonyid Gorbovszkij is a bolygón marad, és nyugodtan várja a közeledő Hullámot.
|  | Itt a vége a cselekmény részletezésének! |

## Szereplők
- Mark Walkenstein, a Tariel-Kettő szigma-D deszant csillaghajó navigátora
- Alekszandra Posztiseva, tudós
- Leonyid Andrejevics Gorbovszkij, a Tariel-Kettő csillaghajó kapitánya
- Matvej Szergejevics  Vjazanicsin, a Szivárvány bolygó tudósainak igazgatója, Gorbovszkij régi barátja, űrpilóta
- Kamill, titokzatos tudós
- Étienne Lamondois, a modern null-fizika vezetője
- Robert Szkljarov, laboratóriumi asszisztens, null-fizikus
- Tánya, tanárnő, Robert szerelme
- Fedor Anatoljevics Maljajev, tudós, feltaláló
- Kaneko, tervező energiamérnök
- Patrick, tudós, Robert munkatársa
- Gina Pickbridge, vezető bolygóbiológus

## Utóhatások
A későbbi történetek Gorbovszkijt élve és egészségesen mutatják be. Közvetett módon azt feltételezik, hogy a helyzet hatástalanította magát, és a Hullámok megsemmisítették egymást, mielőtt elérték volna a fővárost. Mégsem ez volt a szerzők szándéka; ahogy később utaltak rá, egyszerűen megfeledkeztek Gorbovszkij sorsáról. A  Déli Világ kronológiája tele van következetlenségekkel, amelyek közül talán Gorbovszkij csodás megmenekülése a legkiemelkedőbb.

## Megjelenések
A kisregény eredetileg 1962-ben keletkezett, és először oroszul a szovjet Znanie Kiadó 1963-as Új jelrendszer (Новая сигнальная) című sci-fi-válogatásában jelent meg. Angol nyelven először Alan Myers fordította le, és a szovjet Mir Kiadó adta ki 1967-ben.

### Magyarul
- Menekülési kísérlet (2 kisregény, Metropolis Media, Budapest, 2010, fordította: Weisz Györgyi)
- Menekülési kísérlet (E-könyv, Metropolis Media, Budapest, 2015, fordította: Weisz Györgyi)